# Горбовская, Екатерина Александровна
Екатери́на Алекса́ндровна Горбо́вская (род. 6 июня 1964, Москва, СССР) — русская поэтесса, эссеист.

## Биография
Родилась 6 июня 1964 года в Москве. Дочь Александра Альфредовича Горбовского. Училась в Литературном институте имени А. М. Горького. Публиковалась в журналах «Юность», «Литературная учёба», «Дети Ра», «Новый мир», «Вестник Европы», «Знамя», «Сибирские Огни», «Зинзивер», «Иерусалимский журнал», в «Литературной газете», а также в поэтических сборниках и антологиях: «День поэзии», «Московская муза 1799–1997», «Строфы века», «Русская поэзия XX век», «Под небом единым», «Русские стихи 1950—2000 годов» (том второй). С 1991 года живёт в Лондоне. Замужем за композитором Александром Левиным (Alexander Levine).
Анна Гедымин вспоминает: «В 1982 году у Екатерины Горбовской в знаменитой книжной серии „Молодые голоса“ (издательство «Молодая гвардия») выходит сборник „Первый бал“. Тираж тридцать тысяч экземпляров разлетается за несколько дней, и книжка сразу же становится библиографической редкостью. <…> А потом она уехала в Лондон. И лет двадцать о ней не было ни слуху ни духу».
Сама же Екатерина Горбовская объяснила это «исчезновение» так: «Когда в свои 25 лет, насмотревшись вблизи всей этой поэтической тусовки, я ужаснулась мысли, что через 5-10-20 лет стану одним из её персонажей, я сказала той себе, которую увидела там, 20 лет спустя: „Тётя, я не хочу становиться тобой!“ И я решила повернуться на 180 градусов и уйти от этой перспективы куда глаза глядят…»

## Признание
- Лауреат журнала «Футурум АРТ» (2011)[5][6] за публикацию «Плюс-минус я»[7].
- Лауреат премии журнала «Дети Ра» за публикацию «Гюльчатай откроет личико» (2014)[8] и «День начнётся как всегда» (2016)[9].
- Лауреат журнала «Интерпоэзия» за 2017 год.

## Любопытные факты
В начале 90-х Людмила Гурченко сделала песенную программу на стихи Горбовской, а также использовала её стихи в фильме «Моя морячка». Роксана Бабаян пела песни на стихи Горбовской (альбомы «Роксана» (1988 г.), «Другая женщина» (1990 г.) и «Чары колдовские» (1996 г.))

## Авторские сборники
- Екатерина Горбовская Первый бал: Стихи. — М.: «Молодая гвардия», 1982
- Екатерина Горбовская Обещала речка берегу: Стихи. — Москва, 2003. — ISBN 5-93721-212-6
- Екатерина Горбовская Утро вечера: Стихи. / Худож. Светлана Кротова — М.: Свой круг, 2013. — 292 с., ил. — ISBN 978-5-903385-06-5
- Екатерина Горбовская Утро вечера: Стихи. — М.: Меморис, 2015. — 292 с., ил. — ISBN 978-5-904935-59-7

## Сборники и антологии
- Русская поэзия. XX век. Антология. — Под редакцией В. А. Кострова. [Екатерина Горбовская; биб. справ. — C. 854—855: «Мы сидим в кафе „Метелица“…». «А ты сегодня мне приснился…». «Ты не ждал?…». Первая любовь. «Он говорит, что там есть речка О́стынь…». Гость. (Стихи)]. — М.: ОЛМА—ПРЕСС, 1999. — 926 с.; В пер.; ил.; 11 000 экз. — ISBN 5-224-00134-X

## Публицистика
- Екатерина Горбовская. «Муки мифотворчества: история в письмах, стихах и разговорах»
- Екатерина Горбовская. «Головная боль микробиома»
- Екатерина Горбовская: «С русского на русский. Отчаянно и сексуально: смысл в глазах смотрящего»
- Екатерина Горбовская: «Гори оно конём»
- Екатерина Горбовская: «У города есть умение»
- Екатерина Горбовская: «Логика непрофессионала»